# Phractura ansorgii

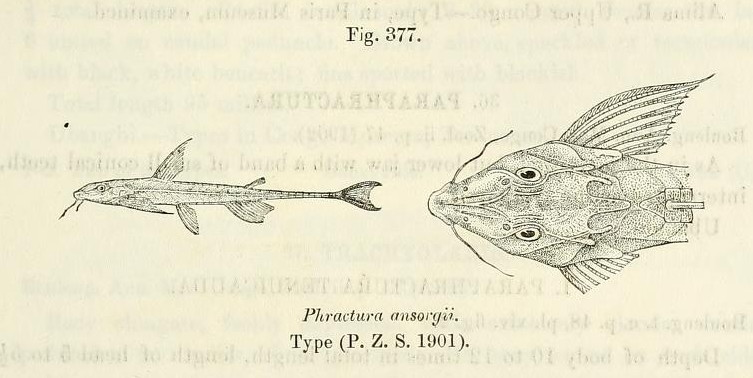
Dibuix d'un espècimen de Phractura ansorgii.

Phractura ansorgii és una espècie de peix de la família dels amfílids i de l'ordre dels siluriformes.

## Morfologia
Els mascles poden assolir els 9 cm de llargària total.

## Hàbitat
Viu en àrees de clima tropical entre els 20 i els 24 °C de temperatura.

## Distribució geogràfica
Es troba a Àfrica: Nigèria i Togo.